# Wolotschajewka Wtoraja
Wolotschajewka Wtoraja (russisch Волоча́евка Втора́я; auch Wolotschajewka-2) ist eine Siedlung städtischen Typs in der Jüdischen Autonomen Oblast (Russland) mit 1937 Einwohnern (Stand 14. Oktober 2010).

## Geographie
Die Siedlung liegt in der Amurniederung, einige Kilometer vom rechten Ufer des Amur-Nebenflusses Tunguska entfernt. Sie befindet sich etwa 125 km Luftlinie östlich der Republikhauptstadt Birobidschan, gehört zum Rajon Smidowitsch und ist von dessen Verwaltungszentrum Smidowitsch gut 50 km in östlicher Richtung entfernt. Zur Stadtgemeinde (gorodskoje posselenije) Wolotschajewka gehört auch das 3 km nördlich gelegene Dorf Sozgorodok.

## Geschichte
Der Ort entstand ab 1936 im Zusammenhang mit dem Bau der Bahnstrecke Wolotschajewka–Dsemgi, als dort ein größerer Anschlussbahnhof zur Transsibirischen Eisenbahn gebaut wurde. Mit der Eröffnung der Strecke 1938 erhielt er den Status einer Siedlung städtischen Typs und seinen Namen nach dem etwa 7 km östlich gelegenen älteren Dorf Wolotschajewka mit dem Zusatz Wtoraja (‚Zweites‘). Das Dorf wurde in Wolotschajewka Perwaja (‚Erstes Wolotschajewka‘) umbenannt.

### Bevölkerungsentwicklung
| Jahr | Einwohner |
| ---- | --------- |
| 1939 | 0912      |
| 1959 | 1981      |
| 1970 | 1766      |
| 1979 | 1783      |
| 1989 | 2060      |
| 2002 | 2035      |
| 2010 | 1937      |

Anmerkung: Volkszählungsdaten

## Wirtschaft und Infrastruktur
In Wolotschajewka Wtoraja befindet sich die große Station Wolotschajewka II, Ausgangspunkt der Eisenbahnstrecke Wolotschajewka–Dsemgi, die die Transsibirische Eisenbahn mit der Baikal-Amur-Magistrale bei Komsomolsk am Amur verbindet. Südlich von Wolotschajewka II (Streckenkilometer 9) gibt es zwei Verbindungskurven zur Transsib in Richtung Osten (Nikolajewka) und Westen (Wolotschajewka I); bis Wolotschajewka II sind diese im Gegensatz zur weiteren Strecke nach Dsemgi elektrifiziert. Die Bahnstation ist bedeutendster Wirtschaftsfaktor für den Ort.
Südlich wird die Siedlung entlang der Transsib von der Fernstraße M 58 Amur von Tschita nach Chabarowsk umgangen, Teil der transkontinentalen Straßenverbindung.